# Hyboscarta melichari
Hyboscarta melichari är en insektsart som beskrevs av Victor Lallemand 1924. Hyboscarta melichari ingår i släktet Hyboscarta och familjen spottstritar. Inga underarter finns listade i Catalogue of Life.